# Brantford
Brantford – miasto (city) w południowym Ontario, w Kanadzie. Jest 26. pod względem wielkości miastem w Ontario i 49. w Kanadzie. Brantford otoczone jest obszarem miasta Brant, lecz nie jest jego częścią. Przez miasto przepływa rzeka Grand. Główną arterią transportu drogowego jest autostrada 403.
Liczba mieszkańców Brantford wynosi 90 192. Język angielski jest językiem ojczystym dla 86,2%, francuski dla 1,2% mieszkańców (2006).
W mieście rozwinął się przemysł maszynowy, drzewny, metalowy, elektrotechniczny, papierniczy oraz włókienniczy.
W mieście urodził się hokeista, powszechnie nazywany "najlepszym zawodnikiem wszech czasów" Wayne Gretzky
Miastem partnerskim Brantford jest Ostrów Wielkopolski.